# Хоростковская городская община
Хоростковская городская община (укр. Хоростківська міська громада) — территориальная община в Чортковском районе Тернопольской области Украины.
Административный центр — город Хоростков.
Население составляет 14492 человека. Площадь — 178 км².
В соответствии с распоряжением Кабинета Министров Украины от 12 июня 2020 года, в состав общины вошла территория Хоростковского городского совета, Клювинского, Перемиловского, Сороковского, Увисловского и Хлоповского сельских советов упразднённого Гусятинского района, а также Великоговиловского сельского совета упразднённого Теребовлянского района.

## Населённые пункты
В состав общины входят 1 город и 9 сёл:
- Город Хоростков
  - Карашинцы
- Великоговиловский старостинский округ:
  - Великий Говилов
  - Малый Говилов
- Клювинский старостинский округ:
  - Клювинцы
- Перемиловский старостинский округ:
  - Верховцы
  - Перемилов
- Сороковский старостинский округ:
  - Сорока
- Увисловский старостинский округ:
  - Увисла
- Хлоповский старостинский округ:
  - Хлоповка